# Архитектура Чувашии
Архитектура Чувашии — совокупность результатов строительства на территории Чувашии, в том числе и та её часть, которая называется народной (вернакулярной) архитектурой.
Рядом с парком было построено в стиле конструктивизма здание Главпочтамта. В 1927 г. на Красной площади был также заложен Парк имени Н. К. Крупской. В парке был установлен первый в Чебоксарах памятник В. И. Ленину (скульптор Б. В. Лавров, художественное оформление М. С. Спиридонова). Открытие памятника состоялось 7 ноября 1930 года. Памятник простоял в парке до сооружения нового на площади Ленина в 1960 году, после чего его перенесли на территорию Чапаевского посёлка. После войны около входных ворот на небольшом постаменте установили бюст Н. К. Крупской. В 1979 году его перенесли из зоны затопления на площадку между ДК ЧЭАЗ и Домом Советов. Между двумя парками в 1924 году была построена «Триумфальная арка» (или «Красные ворота»). Она была разобрана в конце 1920-х годов. Детский парк им. 10-летия Октября Парк имени Н. К. Крупской были излюбленным местом отдыха чебоксарцев. Они располагали аттракционами и помещениями для культурно-массовых мероприятий. Здесь были высажены сотни крупнорастущих и декоративных деревьев, среди которых находились павильоны для читальни, для игр в шахматы и шашки, стрелковый тир и др. Уютнейшие зелёные уголки города украшали роскошные островки цветочных клумб. На летней эстраде в парке им. Н. К. Крупской проходили концерты I-й и II-й Всечувашских олимпиад искусств, действовала танцплощадка.
Градостроительную ценность как образцы промышленного зодчества 1940-х—1950-х гг. представляют здания двух предприятий: чулочно-трикотажной фабрики, ныне ОАО «Чебоксарский трикотаж», одного из известнейших производителей трикотажных изделий в России, выполненное из белой панели в стиле конструктивизма и здание производственного цеха ОАО «Лента».

Бюст К. В. Иванова в сквере его имени

- Дом крестьянина 1928 г. (ул. К. Иванова 1). Дом-образец застройки улиц 1938 г. (ул. К. Маркса, 15). Дом 1953 г. (ул. К. Маркса, 31). Здание дома печати 1935 г. (ул. Композиторов Воробьёвых, 5а). Дом жилой 1930 г. (ул. Композиторов Воробьёвых, 7/19).
- Дом жилой 1930 г. 1930-е гг. (ул. Композиторов Воробьёвых, 9 / ул. К. Маркса, 22).
- Здание ЧГСХА 1935 г., где размещался штаб 1095 стрелкового полка 1941 г. (ул. Композиторов Воробьёвых, 16).
- Дом жилой 1930 г. (ул. К. Иванова, 2 / Бондарева, 15).
- Здание бывшего кинотеатра «Родина» 1933 г. (ул. К. Иванова, 9).
- Здание 1-й Чебоксарской городской больницы 1930 г. (ул. К. Иванова, 14).
- Дом жилой 1950-х гг. (пр. Ленина, 1).
- Дом жилой 1950-х гг. (пр. Ленина, 3).
- Дом жилой 1949 г. (ул. Ленинградская, 28).
- Здание бывшего универмага «Детский мир» 1938 г. (ул. К. Маркса, 21).
- Административное здание 1930-х гг. (ул. Сеспеля, 2 / ул. Бондарева, 9).
- Здание главного управления Центрального банка России по ЧР 1937 г. (ул. К. Маркса, 25).
- Здание МВД ЧР 1950-х гг. (ул. К. Маркса, 41).
- Здание ФСБ ЧР 1950-х гг. (ул. К. Маркса, 43).
- Дом жилой 1950-х гг. (ул. К. Маркса, 51).
- Здание Чебоксарского медицинского техникума 1936 г. (пр. Московский, 15).

Своеобразным, не имеющим аналогов на территории Чувашии, памятником мемориальной архитектуры является усыпальница Ефремовых. Часовня-усыпальница сооружена в 1911 году, по проекту архитектора Э. Д. Малиновского, в формах зрелого классицизма.
К характерным образцам промышленной архитектуры конца XIX — начала XX веков относится здание ликёроводочного завода «Чебоксарский» (1901 год., ул. К.Иванова, 63). Здание завода (первое официальное название — «Казённый винный склад № 3») состоит из рельефных, выложенных из кирпича деталей и оригинальных по форме, ярко выраженных аттиков с люкарнами.
Город Чебоксары приобретает столичный статус, что способствует развитию и активизации строительства. К числу наиболее значимых строений конца 20-х годов XX века относятся возведённые по проектам архитектора В. Н. Александрова трёхэтажное здание Главсуда (1926 год, ул. Р.Люксембург, 9) и сохранившееся до наших дней здание «Дом крестьянина» (1927 год, ул. К.Иванова, 5)
В 1930 году были начаты работы по составлению первого в советский период генерального плана города. Проектирование велось Ленинградским и Горьковским филиалами института урбанистики Гипрогор (авторы арх. Успенский С. П., экон. Крылов Л. В.). Разработанный в 1937 году генеральный план не представлялся на утверждение в связи с нерешённостью вопроса о месте и сроках строительства Чебоксарской ГЭС.
В первой половине 30-х годов XX века в архитектуре преобладает конструктивизм, означающий функционализм строений и стремление подчеркнуть в них экспрессию конструкций. Ярким событием в архитектурной практике Чебоксар стало строительство первого звукового кинотеатра «Родина» (ул. К.Иванова, 9/25).
Из жилых домов этого периода следует выделить 26-квартирный дом (Дом ЦИК), построенный в 1938 году по проекту архитектора Е. И. Громаковского на углу улиц К.Иванова и Бондарева.
Одним из крупнейших реализованных проектов по праву можно считать Дом Советов (в настоящее время Дом правительства), построенный в 1934—1940 гг. по проекту архитектора М. М. Базилевича.
В 30-е годы XX века Никольский собор был разрушен. На его месте был построен «ЦИКовский» дом в котором жили высшие правительственные чиновники республики. На набережной Волги ровными рядами были посажены липы и декоративные кустарники, проложены асфальтовые пешеходные дорожки.